# 埃德温·马厄
埃德温·马厄（英語：Edwin Maher，1941年—），新西兰人，曾任澳大利亚广播公司及中国中央电视台英语新闻频道新闻主播。

## 简介
1965年，埃德温·马厄在澳大利亚开始其职业生涯，起初从事天气预报播报员等工作，并辗转多个城市。1979年开始在澳洲广播公司（ABC）从事长达20多年的播音工作，主要负责播报维多利亚州的新闻和天气预报，因其风趣的播报风格而为人所知。
1999年，埃德温的妻子罗宾（Robyn）被确诊患上脑瘤，他因此悄然淡出屏幕，专心陪伴妻子度过了生命的最后两年。妻子去世后，埃德温开始从事播音指导工作。
2003年，埃德温偶然间听到中国国际广播电台（CRI）的英语广播，于是通过电子邮件把个人履历寄给了国际台，并受聘到北京做播音指导。2004年，他离开国际台并加入央视，担任新闻主播和播音指导。他也是央视首位非华人综合新闻主播。
在央视播报新闻时，埃德温在新闻开始时会以中文“你好”问候观众，而结束时也会以中文“再见”向观众致意。
埃德温写过三本书，并且曾在澳大利亚墨尔本皇家理工大学的新闻系任教。
2016年12月31日，埃德温在个人新浪微博宣布离开央视，并且“在计划自己的新方向”。

## 主持节目

### 曾主持节目
- 《News Hour》(CCTV-9)/（CCTV-NEWS）
- 《News Desk》（CCTV-NEWS）
- 《ABC News Victoria》（ABC）
- 《CCTV NEWS》（CCTV-9）
- 《Asia Today》（CCTV-9）
- 《World Wide Watch》（CCTV-9）
- 《Biz China》（CCTV-9）